# Porno (Album)
Porno ist das Debütalbum des österreichischen Techno-Produzenten Patrick Pulsinger. Es erschien 1994 auf Peter Wachas Plattenlabel Disko B. Ein Re-Release des Albums wurde 2004 veröffentlicht.
Das Album gilt heute insbesondere in der österreichischen Techno-Szene als Genre-Klassiker.

## Entstehung
Pulsinger kannte den deutschen DJ Hell aus der gemeinsamen Zeit in New York City. Durch ihn kam der Kontakt zu Wachas Label Disko B zustande. Nachdem dort zunächst die EPs Dogmatic Sequences und Dogmatic Sequences II erschienen, folgte als nächste Veröffentlichung Pulsingers Debüt-Album Porno.
Die acht Stücke des Albums basieren überwiegend auf minimalistischen Techno-Rhythmen, greifen jedoch auch Jazz- und Trip-Hop-Sounds auf. Alle Stücke produzierte Pulsinger gemeinsam mit seinem Cheap-Labelkollegen Erdem Tunakan und dem Musiker Gerhard Potuznik.
Pulsingers Wahl für den Titel des Albums war in der Szene umstritten und löste eine kurze Kontroverse aus.

## Titelliste
1. Risk – 4:36
2. Hesitate – 4:49
3. Care – 11:11
4. Treated – 5:20
5. A Piece of Me – 4:47
6. District – 2:42
7. Free Smack – 6:02
8. Reflections – 4:07

## Covergestaltung
Das Schallplattencover der zuerst veröffentlichten Doppel-Vinyl-Version zitiert unübersehbar die sogenannte Gun barrel sequence aus der Eröffnungssequenz der James-Bond-Filme und zeigt Pulsinger mit einer Pistole. Im Zentrum des Bildes stehen die Schriftzüge Porno und Patrick Pulsinger, beide in blauer Schriftfärbung.
Die Mitte 1995 erschienene CD-Version behält das Motiv im Wesentlichen bei. Zusätzlich wurden an den Seiten des Covers Bilder halbnackter Frauen hinzugefügt. Das Inlay der CD-Verpackung wurde von Abuse Industries kreiert und zeigt in Form eines Fotoromans die fiktive Geschichte des Zuhälters Patrick „007“ Pulsinger.

## Rezeption
Beim deutschen Techno-Magazin Frontpage erhielt das Album bei Veröffentlichung 1994 eine gute Wertung. Der Kritiker Riley Reinhold vergab die hohe Wertung von sechs Sternen und urteilte:

„Musikalisch ist seine Platte ... cool und knüpft an die letzte IO mit Erdem Tunakan an. „Reflections“ z. B. ist ein Jazztrack, wie man ihn auch auf Mo Wax hätte finden können und stlistisch vielleicht seine heimliche Vorliebe für die Zukunft? Neben seinem ovalschen Ambient Track „District“ finden sich unbeschreiblich viele andere, Detroit angehauchte Stücke auf der Platte, von denen „A Piece of Me“ und „Treated“ vielleicht die Stücke für den Dancefloor überhaupt sind.“

Das Magazin Intro bewertete das Album ebenfalls positiv:

„... „Porno“ ist pumpende Hintergrundmusik für einen Sci-Fi-Porno, dessen 'schmutzige' Story übrigens im CD-Inlay reich bebildert ist. Der Soundtrack enthält stumpfe, subtile Melodien, die mit experimentellen, intelligenten Technovisionen dem Beischlaf frönen. Dieser Crossover-Aspekt ist willkommen, um einen neuen Ausdrucksstandard zu erreichen, jenseits aller gängigen Kategorien. Acht groovy little fuckers, welche in 45 min. die Essenz seiner musikalischen und psychedelischen Erfahrungen offenbaren.“

Der Kritiker John Bush vergab rückblickend auf der Musikwebsite Allmusic vier von fünf Sternen und beurteilte die Platte als „überraschend geradlinig“. Er nannte die Stücke „präzise Laborstücke“ und betonte die vereinzelt enthaltenen Echo-Dub-Effekte (vgl. Dub-Techno)
Anlässlich des 2010 erschienenen Pulsinger-Albums Impassive Skies interviewte die Wiener Zeitung Der Standard Pulsinger und nannte Porno in diesem Zusammenhang „eines der zentralen Techno-Statements überhaupt“.